# تاريخ العلاقات الصينية الكورية
يعود تاريخ العلاقات الصينية الكورية إلى عصور ما قبل التاريخ.

## هان وجوغوسيون
وفقًا لكتاب تذكارات الممالك الثلاث (سامغنغ يُسا)، كانت جوسيون، التي أسسها دانغن، أول دولة مثلت الهوية الثقافية الكورية. رغم أن ذلك محط جدل، تقول أحد الأساطير إن حكيمًا صينيًا اسمه جيزي فر مع أتباعه من مفكري سلاسة شانغ لتجنب الاضطرابات السياسية وطلب اللجوء في غوجوسون، وتبع ذلك تجارة ثقافية نشطة. في عام 194 قبل الميلاد، سعى ومان، ضابط صيني من ولاية يان، إلى اللجوء مع مهاجري يان في غوجوسون، وتم تكليفه بواجب حماية الحدود في شبه جزيرة لياودونغ. أصبح ومان في النهاية قائدًا للمهاجرين الجدد والسكان الأصليين، مما جعله ينتزع العرض من الملك جن. سرعان ما هددت القوة العسكرية المتوسعة لومان جوسيون الصين الهانية (الصين في عهد سلالة هان) وتدهورت العلاقة الدبلوماسية بين البلدين بسرعة. حدثت حرب هان- غوجوسون في عام 109 قبل الميلاد، مؤديةً إلى هزيمة غوجوسون وتأسيس أربع مقاطعات عسكرية لهان. حرضت سيطرة الصين على الجبهة الشمالية الشرقية وعلى كوريا الشمالية على الوحدة بين القبائل المحلية والسكان الأصليين، مؤديةً إلى تأسيس مملكة غوغوريو على شبه جزيرة كوريا والتي استفادت بدورها من الصراع الصيني مع اتحاد شيونغنو للتوسع إلى داخل لياودنغ. استعادت مملكة غوغوريو في النهاية الأراضي السابقة لغوجوسون واستمرت بالتوسع في جميع الاتجاهات.

## تساو واي وغوغوريو
في عام 238، قاد سيما يي من تساو وي، بمساعدة غوغوريو، حملة ناجحة ضد منافسه غونغسون يوان. أدى تلك الحملة إلى إعادة استيلاء الصينيين على لياودونغ إضافة إلى تأسيس اتصالات واسعة مع الممالك الكورية. بحلول عام 242، انهار التحالف بين تساو واي وغوغوريو عندما بدأ دونغشيون غوغوريو غارةً ضد أراضي واي. ردًا على ذلك، اندلعت حرب غوغوريو-واي في عام 244، وانتهت بنهب عاصمة غوغوريو وإعادة توطين العديد من سكانها. بعد 15 عامًا هزمت غوغوريو واي في معركة يانغماينغوك.
نهب شعب إكسيانبي الذي حكمته سلالة يان السابقة عاصمة غوغوريو وأجبروا الملك على دفع الجزية. من ناحية ثانية، بعد عدة عقود، انتصرت غوغوريو على إكسيانبي عندما هزم غوانغيتو العظيم يان لاحقًا وغزا لياودونغ ومعظم منشوريا.

## سوي، وتانغ، وغوغوريو، وبالهي
أطلقت سلالة سوي أربع حملات فاشلة لإخضاع غوغوريو. أراد الإمبراطور يانغ من سوي تأسيس نظام بقيادة سوي في شرق آسيا بعد توحيد الصين الداخلية. عارضت غوغوريو ذلك وبدأت التحضير للدفاع ضد سلالة سوي. حدثت سلسلة من الغزوات من سوي في أعوام 598، 612، 613 و614. في معركة نهر سالسو، ألحق الجنرال إيجلي مونديوك وجيشه أضرارًا جسيمة بجيش سوي، حيث نجا 2700 رجل فقط من أصل 3000. تفككت سوي، بسبب الاستنزاف، بعد فترة وجيزة.
شاركت غوغوريو أيضًا في عدة حروب ضد سلالة تانغ، لكنها في النهاية خسرت عندما انحازت مملكة شلا إلى جانب سلالة تانغ في حرب غوغوريو-تانغ. لاحقًا، اعتبرت سلالة تانغ في الصين أن مملكة بالهاي دولة خاضعة (دافعة للجزية)، في حين عارضت بالهاي بقوة هذا الرأي. في الحين الذي كان يعتبر إمبراطور الصين نفسه إمبراطورًا للعالم المتحضر بأكمله، لم يكن من الممكن بالنسبة لإمبراطور كهذا أن يكون لديه علاقات دبلوماسية متكافئة مع أي قوى إقليمية أخرى، وعلى هذا النحو فسر الصينيون جميع العلاقات الدبلوماسية في المنطقة على أنها خاضعة بغض النظر عن نية تلك المناطق.